# Liste des évêques de Boulogne
Pour un article plus général, voir Ancien diocèse de Boulogne.
Liste des évêques de Boulogne :
- Claude-André Dormy 1567-1599
- Claude Dormy 1600-1626
- Victor Le Bouthillier 1628-1630
- Jean Dolce 1633-1643
- François Perrochel 1643-1675
- Nicolas Ladvocat-Billiard 1677-1681
- Claude Le Tonnelier de Breteuil 1682-1698
- Antoine-Girard de La Bournat 1698
- Pierre de Langle 1698-1724
- Jean-Marie Henriau 1724-1738
- Augustin-César d'Hervilly de Devise 1738-1742
- François-Joseph-Gaston de Partz de Pressy 1742-1789
- Jean-René Asseline 1789-1790, dernier évêque avant la suppression du siège en 1790.